# 쿠안자강

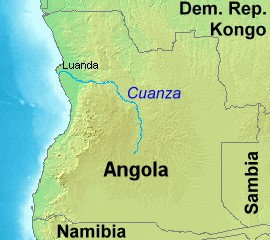
쿠안자강

쿠안자강(rio Cuanza)은 앙골라의 강이다.